# Häradskista

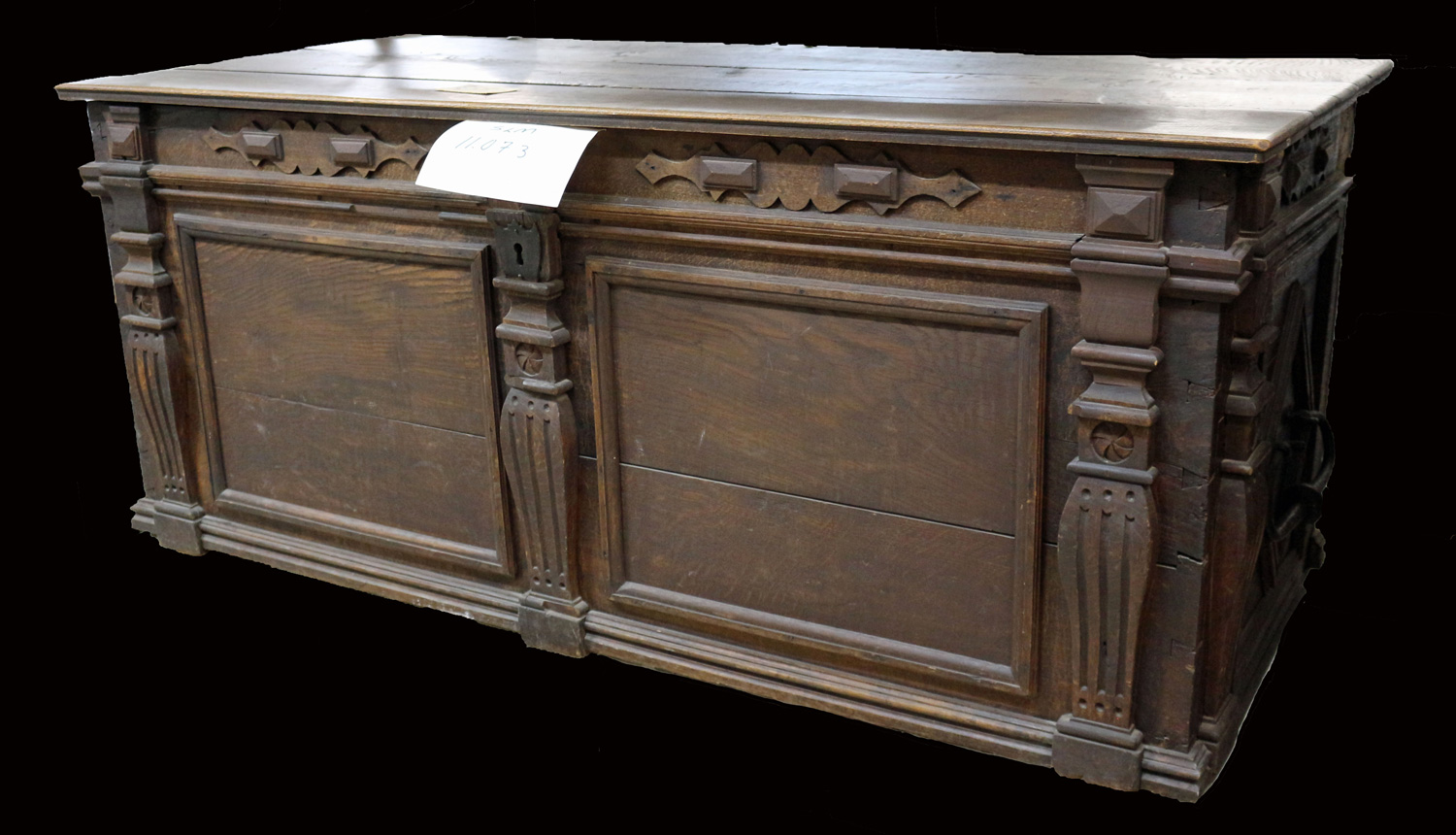
Häradskista från Jönåkers härad i Södermanland. Tillverkad på 1600-talet och ingår numera i Sörmlands museums samlingar.

Häradskista var en kista avsedd för förvaring av häradets sigill, riksdagsbeslut, allmänna stadgar och häradshandlingar samt häradets kontanta medel. En sådan skulle finnas på varje tingsstad.